# Strženka
Strženka, zvaný též Hádek, je rybolovný rybník, první z Bolevecké rybniční soustavy na Boleveckém potoce. Jako jediný z Boleveckých rybníků neleží přímo v katastru Bolevec, ale nachází se již na katastrálním území sousední obce Chotíkov.
Rybník s dvojicí zálivů a poloostrovem je obklopen borovicovým lesem. Při severním a západním břehu rybníka se rozkládá přírodní rezervace Petrovka s pseudokrasovým žlebem, starým borem, rašeliništi a mokřady při potoce.

## Historie
Rybník byl rybářským spolkem obnovený v letech 1949–1950 na místě původního rybníka, který zanikl přibližně před 200 lety. Pravděpodobně se jednalo o rybník Klenovec z původní bolevecké soustavy z 15. století. Ten zpustl za třicetileté války, následně byl obnoven a poslední dochovaná zpráva o něm pochází z roku 1691. Definitivně zanikl v první polovině 18. století patrně v důsledku protržení hráze při povodni, čímž vznikl název Stržený. O obnovu Strženky se pak zasloužil František Hádek, předseda místního národního výboru v Chotíkově, a tak se podle něj mezi rybáři říká rybníku Hádek.

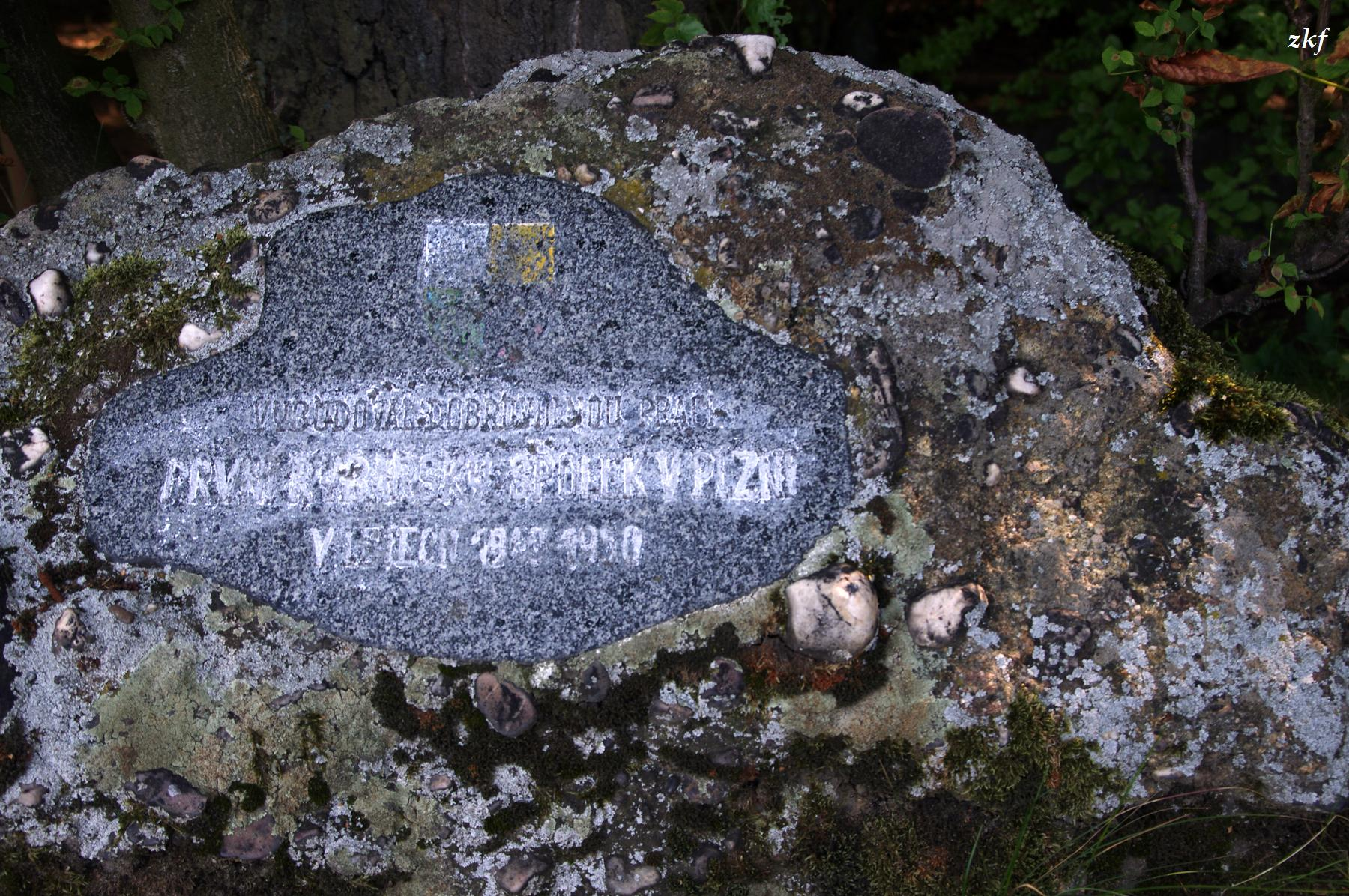
Pamětní deska o obnovení rybníka Strženka

Jeden ze zaniklých rybníků původní bolevecké soustavy z 15. století se jmenoval Nad Klenovcem. Naposledy je v písemných pramenech zmiňován k roku 1669. Pokud se Klenovec nacházel v místech dnešní Strženky, pak by bylo možné rybník Nad Klenovcem hledat dál na severovýchod, proti proudu Boleveckého potoka.

## Základní údaje
| Lesnatost povodí | 100 % |